# Albert Ramos Viñolas
Albert Ramos Viñolas (* 17. Januar 1988 in Barcelona) ist ein spanischer Tennisspieler.

## Leben und Karriere

### 2004–2008: Erste Erfahrungen als Junior und bei Future-Turnieren
Albert Ramos trat in den Jahren 2005 und 2006 bei internationalen Juniorenturnieren an. Er konnte dort mehrere Titel gewinnen und erreichte eine Top-10-Platzierung in der Junioren-Weltrangliste. Schon 2004 konnte er zudem auf Satellite- und Future-Turnieren erste Punkte für die Weltrangliste sammeln. Nachdem er im Juni 2006 sein erstes Future-Finale erreicht hatte, wurde er erstmals in den Top 1000 geführt. 2008 gewann er dann schließlich seinen ersten Future-Titel.

### 2009–2011: Challenger-Erfolge, Debüt bei größeren Turnieren und Einstieg in die Top 100
Anfang 2009 gewann Ramos drei weitere Future-Titel, zudem konnte er in diesem Jahr auch auf der ATP Challenger Tour Fuß fassen. Er erreichte im September dort zwei Finals in Sevilla und Palermo, die er jedoch beide verlor. Dennoch verbesserte er sich in der Weltrangliste in diesem Jahr um fast 300 Plätze bis auf Rang 168. Im April 2010 konnte sich Ramos in seiner Heimatstadt Barcelona erstmals für ein ATP-Turnier qualifizieren und auch die ersten beiden Runden gegen Michael Russell sowie den Top-20-Spieler Fernando González gewinnen. Im Achtelfinale schied er dann gegen Ernests Gulbis aus. Im weiteren Saisonverlauf schaffte Ramos noch bei den ATP-Turnieren in Hamburg, Bukarest und Valencia den Sprung ins Hauptfeld, er schied jedoch jeweils in der ersten Runde aus. Im August gewann er in San Sebastián seinen ersten Challenger-Titel, als er zunächst im Halbfinale den an Position 2 gesetzten Rubén Ramírez Hidalgo und dann im Finale Benoît Paire besiegte. Einen Monat später konnte er in Sevilla seinen zweiten Saisontitel gewinnen und verbesserte sich in der Weltrangliste damit auf Platz 109.
Im Januar 2011 war Ramos in Santiago erstmals direkt für ein ATP-Turnier qualifiziert. Auf einen Erstrundensieg über Leonardo Mayer folgte eine Niederlage gegen den späteren Halbfinalisten Fabio Fognini. Auch bei einigen weiteren Turnieren überstand er erfolgreich die erste Hauptrunde. Im Mai konnte sich Ramos dann bei den French Open erstmals für ein Grand-Slam-Turnier qualifizieren. Nach einem Fünfsatzsieg gegen den 19-jährigen Qualifikanten Javier Martí in der ersten Hauptrunde schied er danach gegen den an Position 5 gesetzten späteren Viertelfinalisten Robin Söderling aus. Im Juni gewann Ramos in Mailand seinen ersten Challenger-Titel in diesem Jahr und zog daraufhin erstmals in die Top 100 der Weltrangliste ein. Zwei Wochen später erreichte er in Turin ein weiteres Challenger-Finale. Beim ATP-Turnier in Hamburg erreichte er als Qualifikant die zweite Runde, schied dort aber gegen den topgesetzten Gaël Monfils aus. Eine Woche später stand Ramos in Umag nach einem Sieg über den Top-50-Spieler Ivan Dodig erstmals im Viertelfinale eines ATP-Turniers, unterlag dort aber dem an Position 2 gesetzten späteren Turniersieger Oleksandr Dolhopolow. Im August erreichte er beim Challenger-Turnier in San Sebastián wie schon im Vorjahr das Finale und konnte dort durch einen glatten Sieg über Pere Riba seinen Titel verteidigen. Bei seinem US-Open-Debüt verlor Ramos in fünf Sätzen gegen Philipp Petzschner. Beim letzten Sandplatzturnier der Saison in Bukarest erreichte er zum zweiten Mal ein ATP-Viertelfinale, schied dort jedoch gegen den späteren Turniersieger Florian Mayer aus. Im weiteren Jahresverlauf konnte er in Kuala Lumpur und Shanghai noch zweimal die zweite Runde eines ATP-Turniers erreichen und beendete seine bis dahin beste Saison schließlich auf Platz 66 der Weltrangliste.

### 2012–2015: Aufstieg zum Top-50-Spieler
Das Jahr 2012 begann für Albert Ramos beim ATP-Turnier in Doha, wo er im Viertelfinale gegen den späteren Turniersieger Jo-Wilfried Tsonga ausschied. Nach einer Erstrundenniederlage bei seinem Australian-Open-Debüt gegen den an Position 7 gesetzten späteren Viertelfinalisten Tomáš Berdych nahm Ramos im Februar 2012 an mehreren südamerikanischen ATP-Sandplatzturnieren teil. Dabei erreichte er in São Paulo nach einem Sieg über den an Position 3 gesetzten Fernando Verdasco erstmals ein ATP-Halbfinale, in welchem er dem späteren Turniersieger Nicolás Almagro unterlag. In Buenos Aires und Acapulco scheiterte er jeweils im Achtelfinale, konnte aber zuvor mit Juan Ignacio Chela sowie Juan Mónaco jeweils gesetzte Spieler besiegen. Auch bei den folgenden Hartplatz-Masters-Turnieren in Indian Wells und Miami warf Ramos mit Richard Gasquet und Feliciano López jeweils gesetzte Top-20-Spieler aus dem Wettbewerb und erreichte dadurch bei beiden Turnieren die dritte Runde. Im April 2012 stand Ramos dann in Casablanca erstmals in seiner Karriere in einem ATP-Finale. Er unterlag zwar in zwei Sätzen dem Titelverteidiger Pablo Andújar, konnte sich dadurch aber zum ersten Mal in den Top 40 der Weltrangliste platzieren. Obwohl er danach noch einige gute Ergebnisse wie das Halbfinale in Estoril sowie das Viertelfinale in Hamburg erreichte, verlief die restliche Saison insgesamt eher durchwachsen, da er vor allem ab Ende Juli nie mehr über die zweite Runde eines Turniers hinauskam.
2013 erreichte er in Båstad das Doppelfinale des dortigen ATP-250-Turniers. Seine besten Einzelergebnisse der Saison waren das Achtelfinale beim Masters von Miami sowie das Viertelfinale in Barcelona. Da er insgesamt jedoch keine konstanten Ergebnisse liefern konnte, fiel er bis Mitte 2014 wieder bis auf Platz 119 der Weltrangliste zurück und spielte in den Jahren 2014 und 2015 deshalb neben einigen Turnieren auf der ATP Tour auch wieder verstärkt auf der Challenger Tour. Dort erreichte er zwischen Juni 2014 und Juli 2015 sechs Finals und konnte davon drei Turniere gewinnen. Ein Achtungserfolg auf der ATP Tour gelang ihm im Oktober 2015, als er als Qualifikant beim Masters-Turnier von Shanghai in der zweiten Runde den Weltranglistenzweiten Roger Federer in drei Sätzen schlagen konnte. In der folgenden Runde unterlag er dann jedoch dem späteren Finalisten Jo-Wilfried Tsonga. Bis Ende 2015 konnte sich Ramos in der Weltrangliste wieder bis auf Platz 54 nach vorne arbeiten.

### 2016–2017: Erfolgreichste Jahre
Zu Beginn der Saison 2016 erreichte Ramos bei den Australian Open erstmals die zweite Runde. Seine besten Turniere bis Ende Mai spielte er beim Masters von Miami (3. Runde) sowie in Istanbul (Viertelfinale). Dennoch kam sein Erfolg bei den French Open eher überraschend, wo er – als ungesetzter Spieler – erstmals in seiner Karriere ins Viertelfinale eines Grand-Slam-Turniers einzog. Zuvor hatte er in der dritten Runde in fünf Sätzen gegen Jack Sock sowie im Achtelfinale in drei Sätzen gegen Milos Raonic gewonnen. Er unterlag dann zwar dem Vorjahressieger Stan Wawrinka in drei Sätzen, erreichte mit Rang 32 in der Weltrangliste aber eine neue Höchstplatzierung. In Båstad kam Ramos im Juli zum zweiten Mal nach 2012 ins Finale eines ATP-Turniers, das er diesmal in zwei Sätzen gegen seinen Landsmann Fernando Verdasco gewann und damit seinen ersten Titelgewinn auf der ATP Tour feiern konnte. Anfang Oktober stand er in Chengdu zum zweiten Mal in diesem Jahr im Finale, verlor aber in drei engen Sätzen gegen den 20-jährigen Karen Chatschanow. Im Viertelfinale hatte er bei diesem Turnier zuvor den topgesetzten Dominic Thiem in zwei Sätzen besiegt. Nachdem Ramos in Moskau und Wien zum Ende der Saison jeweils bis ins Viertelfinale gekommen war, konnte er sich langfristig in den Top 30 der Weltrangliste platzieren.
Bei verschiedenen Sandplatzturnieren im Februar 2017 erzielte Ramos bereits gute Ergebnisse. In São Paulo erreichte er dann Anfang März sein viertes ATP-Finale, musste sich aber Pablo Cuevas in drei Sätzen geschlagen geben. Einer der größten Erfolge seiner Karriere gelang ihm gut einen Monat später beim Masters-Turnier von Monte-Carlo, als er bis ins Finale kam. Im Achtelfinale hatte er zuvor den Weltranglistenführenden Andy Murray sowie mit Marin Čilić im Viertelfinale einen weiteren Top-10-Spieler jeweils in drei Sätzen besiegt. Erst gegen den mehrfachen Turniersieger Rafael Nadal musste er sich im Finale recht deutlich in zwei Sätzen geschlagen geben. Nach diesem Turnier konnte sich Ramos erstmals in den Top 20 der Weltrangliste platzieren. Bereits eine Woche später kam es im Viertelfinale von Barcelona erneut zum Duell mit Murray, das der Schotte dieses Mal in drei Sätzen gewinnen konnte. Ramos erreichte Anfang Mai mit Platz 17 die höchste Platzierung seiner Karriere in der Weltrangliste, bei den French Open Anfang Juni kam er bis ins Achtelfinale. Wie im Vorjahr erreichte er die dritte Runde in Wimbledon sowie die zweite Runde bei den US Open. Gegen Ende der Saison kam er zudem beim Masters von Shanghai bis ins Viertelfinale.

### Seit 2018: Rückschläge und weitere Erfolge
Das Jahr 2018 begann zunächst ebenfalls recht erfolgreich für Ramos. Bei den Australian Open erreichte er erstmals die dritte Runde, zudem stand er beim Turnier von Quito im Finale. Nach einigen eher weniger erfolgreichen Turnieren besiegte er Mitte Mai in der zweiten Runde des Masters-Turniers von Rom mit John Isner erneut einen Top-10-Spieler. Er erreichte damit erstmals die dritte Runde des Turniers, schied dort aber gegen Novak Đoković aus. Bei den French Open erreichte er ebenfalls die dritte Runde. Der Rest der Saison verlief für Ramos jedoch weniger erfolgreich, sodass er ab Anfang August nach mehr als zwei Jahren nahezu konstanter Zugehörigkeit nicht mehr in den Top 40 der Weltrangliste platziert war und Anfang 2019 bis auf Platz 96 zurückfiel. Erst ab Mitte der Saison 2019 war er wieder deutlich erfolgreicher. Zunächst erreichte er jeweils das Halbfinale beim Challenger-Turnier von Perugia sowie eine Woche später beim ATP-250-Turnier von Båstad. In der Woche darauf konnte er in Gstaad gegen Cedrik-Marcel Stebe – rund drei Jahre nach seinem ersten Titel – dann seinen zweiten Turniersieg auf der ATP Tour feiern. Im gesamten Turnier blieb der Spanier dabei ohne Satzverlust. In der Folgewoche kam er in Kitzbühel ebenfalls ins Finale, verlor dort aber gegen Dominic Thiem. Bis zum Jahresende konnte sich Ramos durch einige weitere gute Ergebnisse wieder an die Top 40 der Weltrangliste heranarbeiten.
Zu Beginn des Jahres 2020 erreichte Ramos in Adelaide und Córdoba jeweils das Viertel- und in Santiago de Chile das Halbfinale der dortigen ATP-250-Turniere. Nach der Saisonunterbrechung aufgrund der COVID-19-Pandemie gewann er bis Saisonende jedoch nur zwei von zehn gespielten Partien und kam lediglich beim Turnier von Sardinien ins Viertelfinale damit. Recht erfolgreich verlief für Ramos hingegen 2021 dann der Beginn der Sandplatzsaison. In Córdoba besiegte er im Viertelfinale den topgesetzten Diego Schwartzman und erreichte das Finale, in Buenos Aires das Halbfinale. Bei beiden Turnieren schied er dann gegen einen der zwei argentinischen Cerundolo-Brüder aus, zunächst in Córdoba gegen Juan Manuel und eine Woche später in Buenos Aires gegen Francisco. Außerdem erreichte Ramos in Marbella das Halbfinale, wo er gegen den späteren Turniersieger Pablo Carreño Busta verlor.

## Davis Cup
In der Saison 2013 gab er sein Debüt für die spanische Davis-Cup-Mannschaft. Gegen Kanada unterlag er Milos Raonic und besiegte Frank Dancevic.

## Erfolge
| Legende (Anzahl der Siege)  |
| Grand Slam                  |
| ATP World Tour Finals       |
| ATP World Tour Masters 1000 |
| ATP World Tour 500          |
| ATP World Tour 250 (4)      |
| ATP Challenger Tour (8)     |

| Titel nach Belag |
| Hartplatz (0)    |
| Sand (4)         |
| Rasen (0)        |

### Einzel

#### Turniersiege

##### ATP World Tour
| Nr. | Datum           | Turnier | Belag | Finalgegner         | Ergebnis       |
| --- | --------------- | ------- | ----- | ------------------- | -------------- |
| 1.  | 17. Juli 2016   | Båstad  | Sand  | Fernando Verdasco   | 6:3, 6:4       |
| 2.  | 28. Juli 2019   | Gstaad  | Sand  | Cedrik-Marcel Stebe | 6:3, 6:2       |
| 3.  | 2. Mai 2021     | Estoril | Sand  | Cameron Norrie      | 4:6, 6:3, 7:63 |
| 4.  | 6. Februar 2022 | Córdoba | Sand  | Alejandro Tabilo    | 4:6, 6:3, 6:4  |

##### ATP Challenger Tour
| Nr. | Datum              | Turnier                    | Belag | Finalgegner          | Ergebnis        |
| --- | ------------------ | -------------------------- | ----- | -------------------- | --------------- |
| 1.  | 22. August 2010    | Donostia-San Sebastián (1) | Sand  | Benoît Paire         | 6:4, 6:2        |
| 2.  | 11. September 2010 | Sevilla                    | Sand  | Pere Riba            | 6:3, 3:6, 7:5   |
| 2.  | 19. Juni 2011      | Mailand (1)                | Sand  | Jewgeni Koroljow     | 6:4, 3:0 aufgg. |
| 4.  | 21. August 2011    | Donostia-San Sebastián (2) | Sand  | Pere Riba            | 6:1, 6:2        |
| 5.  | 22. Juni 2014      | Mailand (2)                | Sand  | Pere Riba            | 6:3, 7:5        |
| 6.  | 7. September 2014  | Genua                      | Sand  | Mate Delić           | 6:1, 7:5        |
| 7.  | 19. Juli 2015      | San Benedetto              | Sand  | Alessandro Giannessi | 6:2, 6:4        |
| 8.  | 6. Juli 2024       | Modena                     | Sand  | Federico Arnaboldi   | 6:4, 3:6, 6:2   |

#### Finalteilnahmen
| Nr. | Datum            | Turnier     | Belag     | Finalgegner             | Ergebnis        |
| --- | ---------------- | ----------- | --------- | ----------------------- | --------------- |
| 1.  | 15. April 2012   | Casablanca  | Sand      | Pablo Andújar           | 1:6, 6:75       |
| 2.  | 2. Oktober 2016  | Chengdu     | Hartplatz | Karen Chatschanow       | 7:64, 6:73, 3:6 |
| 3.  | 6. März 2017     | São Paulo   | Sand      | Pablo Cuevas            | 7:63, 4:6, 4:6  |
| 4.  | 23. April 2017   | Monte Carlo | Sand      | Rafael Nadal            | 1:6, 3:6        |
| 5.  | 11. Februar 2018 | Quito       | Sand      | Roberto Carballés Baena | 3:6, 6:4, 4:6   |
| 6.  | 3. August 2019   | Kitzbühel   | Sand      | Dominic Thiem           | 6:70, 1:6       |
| 7.  | 28. Februar 2021 | Córdoba     | Sand      | Juan Manuel Cerúndolo   | 0:6, 6:2, 2:6   |
| 8.  | 23. Juli 2023    | Gstaad      | Sand      | Pedro Cachín            | 6:3, 0:6, 5:7   |

### Doppel

#### Finalteilnahmen
| Nr. | Datum         | Turnier | Belag | Partner        | Finalgegner                   | Ergebnis         |
| --- | ------------- | ------- | ----- | -------------- | ----------------------------- | ---------------- |
| 1.  | 14. Juli 2013 | Båstad  | Sand  | Carlos Berlocq | Nicholas Monroe Simon Stadler | 2:6, 6:3, [3:10] |

## Abschneiden bei Grand-Slam-Turnieren

### Einzel
| Turnier         | 2010 | 2011 | 2012 | 2013 | 2014 | 2015 | 2016 | 2017 | 2018 | 2019 | 2020 | 2021 | 2022 | 2023 | 2024 | 2025 | Karriere |
| --------------- | ---- | ---- | ---- | ---- | ---- | ---- | ---- | ---- | ---- | ---- | ---- | ---- | ---- | ---- | ---- | ---- | -------- |
| Australian Open | Q1   | —    | 1    | 1    | 1    | 1    | 2    | 1    | 3    | 1    | 1    | 1    | 1    | 1    | 1    | —    | 3        |
| French Open     | Q2   | 2    | 1    | 1    | 1    | 1    | VF   | AF   | 3    | 1    | 2    | 1    | 2    | 1    | Q1   | 1    | VF       |
| Wimbledon       | Q1   | —    | 1    | 1    | —    | 2    | 3    | 3    | 1    | 1    |      | 1    | 1    | 1    | —    | —    | 3        |
| US Open         | —    | 1    | 2    | 1    | 1    | 1    | 2    | 2    | 1    | 1    | 1    | 2    | 2    | 1    | 1    |      | 2        |

### Doppel
| Turnier         | 2011 | 2012 | 2013 | 2014 | 2015 | 2016 | 2017 | 2018 | 2019 | 2020 | 2021 | 2022 | 2023 | Karriere |
| --------------- | ---- | ---- | ---- | ---- | ---- | ---- | ---- | ---- | ---- | ---- | ---- | ---- | ---- | -------- |
| Australian Open | —    | 1    | 1    | 1    | 1    | 1    | 1    | AF   | 1    | 1    | 1    | 1    | 1    | AF       |
| French Open     | —    | 1    | 1    | —    | 1    | 1    | 1    | 1    | —    | 1    | 1    | 2    | 1    | 2        |
| Wimbledon       | —    | 1    | 1    | —    | 1    | 1    | 1    | 1    | —    |      | 1    | 1    | —    | 1        |
| US Open         | 1    | 1    | 2    | —    | 1    | 1    | 1    | 1    | 2    | —    | 1    | 1    | —    | 2        |

Zeichenerklärung: S = Turniersieg; F, HF, VF, AF = Einzug ins Finale / Halbfinale / Viertelfinale / Achtelfinale; 1, 2, 3 = Ausscheiden in der 1. / 2. / 3. Hauptrunde; Q1, Q2, Q3 = Ausscheiden in der 1. / 2. / 3. Qualifikationsrunde; nicht ausgetragen